# Villaguay megye
Villaguay egy megye Argentínában, Entre Ríos tartományban. A megye székhelye Villaguay.

## Települések
Önkormányzatok és települések (Municipios)
- - Villaguay
  - Villa Clara
  - Villa Domínguez

Vidéki központok ( centros rurales de población)
- - Jubileo
  - Lucas Norte
  - Lucas Sur Primera
  - Paso de La Laguna
  - Raíces Oeste
  - Estación Raíces
  - Ingeniero Sajaroff
  - Mojones Sur
  - Mojones Norte
  - Lucas Sur Segundo